# موتور بمب ناصر سلطاني شركة 270 (أرزوئية)
موتور بمب ناصر سلطاني شرکة 270 (بالإنجليزية: Mowtowr Pamp-e Naser Soltani Sherket 270)‏ هي منطقة سكنية تقع في إيران في Arzuiyeh Rural District. يقدر عدد سكانها بـ 9 نسمة .